# 吉野 (カクテル)
吉野（英: Yoshino）は、ウォッカベースのカクテル。1982年に毛利隆雄が考案した。1983年全日本バーテンダー協会カクテル・コンペティション関東大会において2位に入賞し、世間に知られることになった。
銀座「MORI BAR」のオーナー・バーテンダーとして知られる毛利だが、1982年当時は霞ヶ関の「ガスライト」に勤めていた。
桜の名所である奈良県吉野山をイメージしたカクテルである。使用されているキルシュワッサーはサクランボから作られたリキュールであり、桜のイメージと合う。ウォッカもキルシュワッサーも透明であるため、ほぼ透明であるが緑茶のリキュールであるグリーンティー・リキュールのためほんのりと緑がかった透明な色合いとなる。福西英三は「和の世界」「幽玄の世界」「花闇の世界」を演出していると評する。

## レシピの例
レシピ
- ウォッカ - 50ml
- キルシュワッサー - 1tsp
- グリーンティー・リキュール - 1tsp

作り方
1. 材料をシェイクしてカクテルグラスに注ぐ
2. 塩抜きした桜の花の塩漬けをカクテルグラスの底に沈める。

## バリエーション
ウォッカを日本酒に換えるとフィオナとなる。